# Canagliflozine
La canagliflozine est une molécule approuvée pour le traitement du diabète de type 2, appartenant à la famille des gliflozines.

## Historique
La molécule a été découverte au Japon en 2010 par Mitsubishi Tanabe.
Elle a été approuvée par l'EMA (European Medicines Agency) le 15 novembre 2013.

## Mode d'action
Il s'agit d'un inhibiteur de la SGLT2, co-transporteur du sodium et du glucose situé sur le tubule rénale et permettant la réabsorption du glucose dans les urines. La canaglifozine augmente par conséquent la glycosurie (taux de sucre dans les urines).

## Efficacité
Dans un modèle animal de diabète, elle améliore la fonction des cellules bêta pancréatiques et diminue le gain de poids.
Elle améliore le contrôle de la glycémie chez le diabète de type 2 sous insuline. En association avec la metformine, elle s'avère supérieure au glimépiride dans le contrôle de l'hémoglobine glyquée. Elle permet une diminution du poids concernant essentiellement la masse grasse, une diminution de la pression artérielle sans modification de la fréquence cardiaque. par contre, elle augmente le taux sanguin de LDL cholestérol ce qui est théoriquement délétère.
Chez le diabétique, il diminue le risque de survenue d'une maladie cardio-vasculaire, en particulier chez le patient porteur d'une insuffisance cardiaque, ou celui d'une dégradation de la fonction rénale. 

## Effets indésirables
Cette molécule comme les autres inhibiteurs de la SGLT2 exposerait les patients à un risque augmenté d’amputation des membres inférieurs,.